# Le Cha-chat à sa fi-fille
 (octobre 2019).
Pour plus de détails, voir Fiche technique et Distribution.
Le cha-chat à sa fi-fille (A Kiddie's Kitty) est un court métrage américain Merrie Melodies de 1955 réalisé par Friz Freleng, mettant en scène une petite fille nommé Suzanne et Grosminet.

## Synopsis
Poursuivi par un bouledogue, Grosminet se réfugie dans un jardin et est recueilli par la petite Suzanne. Mais l'amour pressant de la petite fille pour le chat va se révéler plus oppressant que la compagnie d'un chien féroce...